# Klaudiusz Filasiewicz
Klaudiusz Filasiewicz (ur. 6 maja 1879, zm. 26 września 1968) – polski profesor inżynier.

## Życiorys
Ukończył studia w Szkole Politechnicznej we Lwowie (1899) i na Politechnice w Wiedniu (dyplom inż. w 1903). Od 1908 był kierownikiem warsztatów c. k Państwowej Szkoły Przemysłowej we Lwowie. Podczas I wojny światowej był oficerem w armii austriackiej, w latach 1918–1919 w Wojsku Polskim. Od 1920 do 1939 dyrektor Państwowej Szkoły Przemysłowej we Lwowie. Podczas II wojny światowej, od 1939 kierownik Katedry Obróbki Plastycznej Politechniki Lwowskiej, w 1941 zorganizował we Lwowie Technikum Elektromechaniczne, którym kierował. Od 1944 do maja 1945 ponownie wykładał na Politechnice Lwowskiej. Od 1 czerwca 1945 zastępca profesora na Politechnice Śląskiej w Gliwicach. W latach 1945–1960 kierował Katedrą Walcownictwa i Kuźnictwa. Równocześnie był wykładowcą obróbki plastycznej metali na Wydziałach Politechnicznych AGH w Krakowie. W 1949 otrzymał tytuł profesora nadzwyczajnego, a w 1957 profesora zwyczajnego.
Był mężem Julii z Retingerów (1878–1955).
Zmarł 26 września 1968 i został pochowany na Cmentarzu Centralnym w Gliwicach (sektor B3-C-8).

## Ordery i odznaczenia
- Krzyż Kawalerski Orderu Odrodzenia Polski (11 listopada 1936)[5][6]
- Medal 10-lecia Polski Ludowej na mocy Uchwały Rady Państwa z dnia 19 stycznia 1955 nr 0/198 - na wniosek Ministra Szkolnictwa Wyższego.

## Publikacje
- Klaudiusz Filasiewicz, Technologia metali. Zarys hutnictwa żelaza i metali nieżelaznych, Wydawnictwo Górniczo-Hutnicze, Stalinogród 1954.